# Jürgen Fanghänel
Jürgen Fanghänel (ur. 1 sierpnia 1951 w Limbach-Oberfrohna) – wschodnioniemiecki bokser walczący w kategorii ciężkiej i superciężkiej, medalista olimpijski i mistrzostw świata.

## Życiorys
Walczył w wadze ciężkiej (ponad 81 kilogramów), a po utworzeniu kategorii superciężkiej (ponad 91 kg) w niej lub w ciężkiej. 

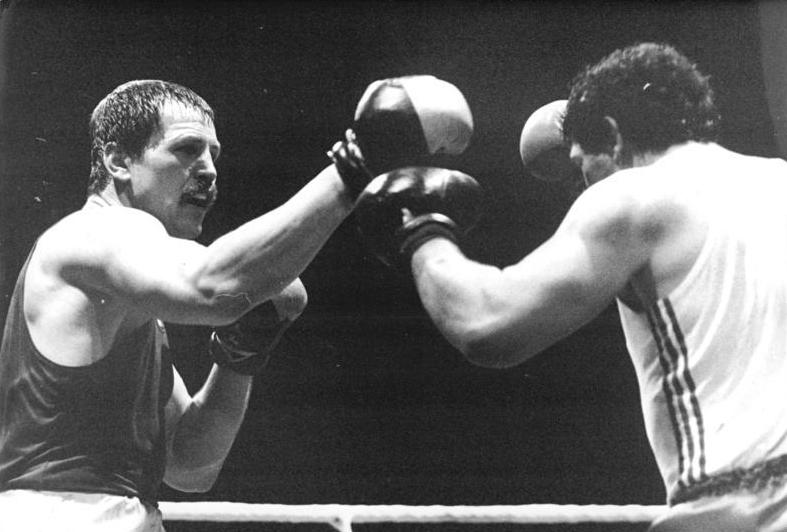
Fanghänel (z lewej) w walce z Grzegorzem Skrzeczem w 1982

Wystąpił w wadze ciężkiej na igrzyskach olimpijskich w 1972 w Monachium, gdzie odpadł w ćwierćfinale po przegranej z Ionem Alexe z Rumunii. Na mistrzostwach Europy w 1973 w Belgradzie przegrał pierwszą walkę z Peterem Hussingiem z RFN. Przegrał w ćwierćfinale mistrzostw Europy w 1975 w Katowicach z Wiktorem Uljaniczem z ZSRR. Na igrzyskach olimpijskich w 1976 w Montrealu przegrał pierwszą walkę z Wiktorem Iwanowem z ZSRR.
Zdobył srebrny medal w wadze ciężkiej na mistrzostwach Europy w 1977 w Halle po porażce w finale z Jewgienijem Gorstkowem z ZSRR. Na mistrzostwach świata w 1978 w Belgradzie wywalczył brązowy medal w tej kategorii po przegranej w półfinale z Dragomirem Vujkoviciem z Jugosławii.
Na mistrzostwach Europy w 1979 w Kolonii po raz pierwszy walczono zarówno w kategorii ciężkiej (do 91 kg), jak i superciężkiej (powyżej 91 kg). Fanghänel wystąpił w wadze superciężkiej i zdobył w niej brązowy medal po przegranej w półfinale z Peterem Hussingiem. Na igrzyskach olimpijskich w 1980 w Moskwie nie stosowano rozróżnienia na wagę ciężką i superciężką. Fanghänel zdobył brązowy medal w wadze ciężkiej po porażce w półfinale z Piotrem Zajewem z ZSRR.
Na mistrzostwach Europy w 1981 w Tampere Fanghänel zdobył srebrny medal w wadze ciężkiej (do 91 kg) przegrywając w finale z Aleksandrem Jagubkinem z ZSRR. Na mistrzostwach świata w 1982 w Monachium zdobył srebrny medal w wadze ciężkiej po wygraniu trzech walk i przegranej w finale z Aleksandrem Jagubkinem.
Jürgen Fanghänel był mistrzem NRD w wadze ciężkiej w latach 1972 i 1975-1981 oraz wicemistrzem w 1973.